# Иситнофрет
Иситнофрет, Исетнофрет, («Красивая Исида») — одна из «главных супруг» фараона Рамсеса II, мать его наследника Мернептаха. Одна из наиболее известных цариц, стала главной супругой после смерти Нефертари Меренмут на 24-й год правления фараона.

## Происхождение и титулы
Её титулы указывают, что Иситнофрет не была царского происхождения. Судя по имени её старшей дочери Бент-Анат в честь ханаанской богини Анат, Исетнофрет могла быть иноземной принцессой, поскольку древние египтяне обычно давали имена детям в зависимости от рождения матери. Однако, богиня Анат почиталась в Египте в период Рамессидов и могла служить поводом называть девочек модным «экзотическим» именем. Никто из прочих детей Исетнофрет не носит иностранных имён.

### Титулы царицы
- Наследная принцесса (iryt-p`t)
- Великая восхваляемая (wrt-hzwt)
- Мать фараона (mwt-niswt)
- Владычица двух земель (hnwt-t3wy-tm)
- Жена фараона (hmt-nisw)
- Великая супруга фараона (hmt-niswt-wrt)

## Биография
О происхождении Иситнофрет известно мало. Она остаётся в тени истории на фоне своих детей и яркой царицы и любимой супруги фараона Нефертари Меренмут. Судя по возрасту детей Иситнофрет, Рамсес II женился на ней и Нефертари приблизительно в одно время, будучи ещё наследником престола. Нефертари родила супругу первенца Амонхервенемефа, а Иситнофрет подарила второго сына Рамсеса и первую дочь Бент-Анат. Иситнофрет родила не менее 4 детей: принцев Рамсеса, Хаэмуаса, Мернептаха (будущего фараона), царевен Бент-Анат и Иситнофрет-младшую (Иситнофрет II).
Можно лишь предполагать, какие отношения выстраивались между царицами. В скальном храме Абу-Симбел отсутствуют изображения Иситнофрет, но имеются изображения её дочерей и старшей жены фараона — Нефертари. Лишь после её смерти Иситнофрет заняла позицию главной жены и получила высокое общественное положение. Её изображение с супругом и детьми встречается на стеле Хаэмуаса из Асуана (24-30 год правления) и в храме Хоремхеба в Гебель эс-Сильсиле (33-34 годы правления). В Сильсиле Иситнофрет изображена держащей символ жизни анх, когда её дочь держит папирус, — это может указывать, что Иситнофрет умерла к 34 году правления Рамсеса II. Возможно, Иситнофрет была похоронена рядом со своим сыном Хаэмуасом в Серапеуме, либо в Долине цариц, но гробница утеряна.
После Иситнофрет её обязанности переняла Бент-Анат, ставшая супругой фараона на 22 год его правления. Её внучка Иситнофрет III, дочь принца Хаэмуаса, названа в её честь и, предположительно, была женой Мернептаха (вместо её тётки Иситнофрет II). Возможная дочь Мернептаха также носила имя Иситнофрет.